# Pycnopanelus krikkeni
Pycnopanelus krikkeni là một loài bọ cánh cứng trong họ Bọ hung (Scarabaeidae).